# 기아 모하비
기아 모하비(Kia Mohave)는 기아의 후륜구동 기반 바디 온 프레임 타입 준대형 스포츠 유틸리티 자동차이다. 기아자동차에서 모하비는 대한민국 내수용의 경우 유일하게 독자적인 엠블럼을 사용했으나, 2023 더 뉴 모하비부터 내수용에도 기아의 신형 로고를 적용했다.

## 1세대(HM)

### 모하비(2008년1월~2016년2월)

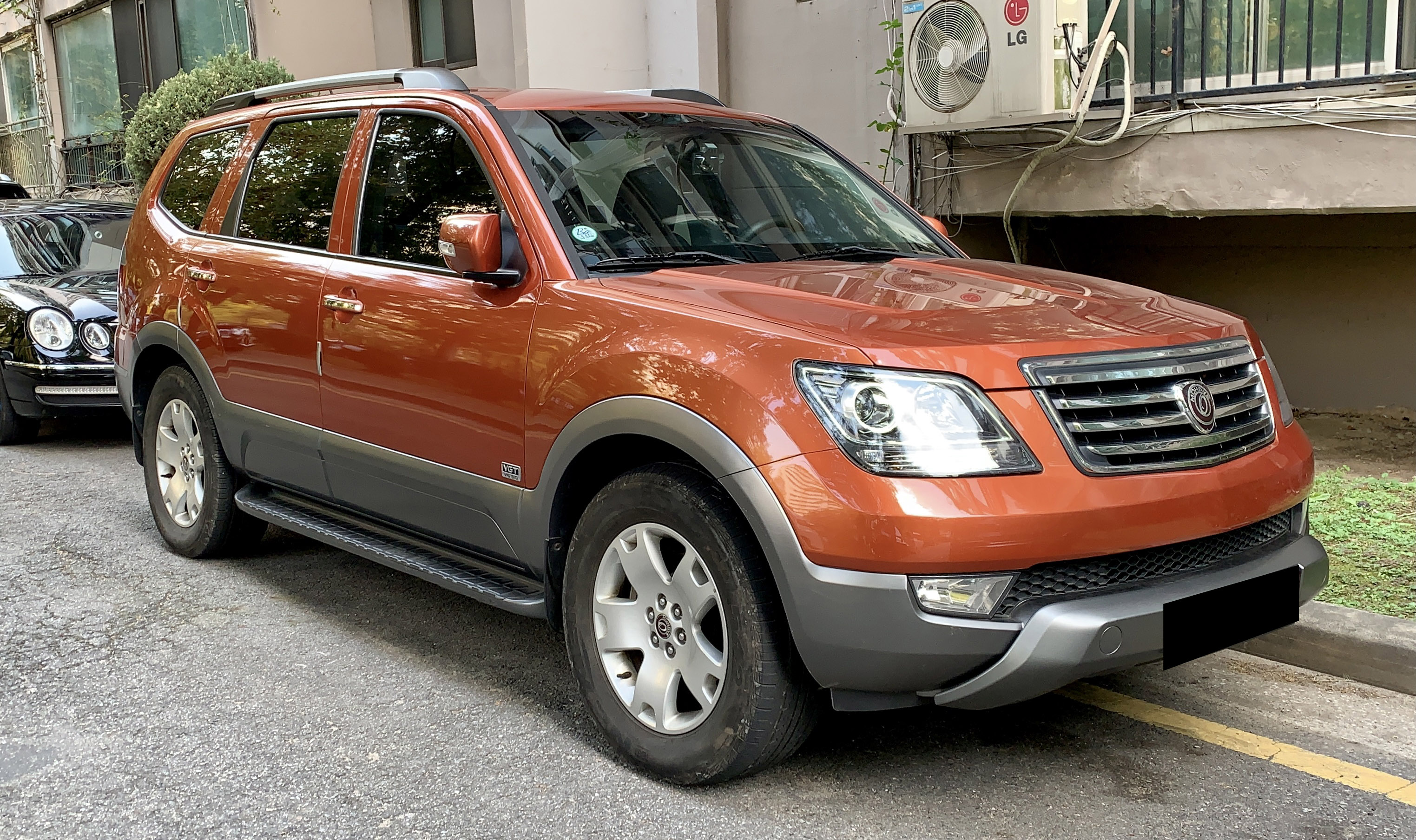
기아 모하비(전기형) 정측면

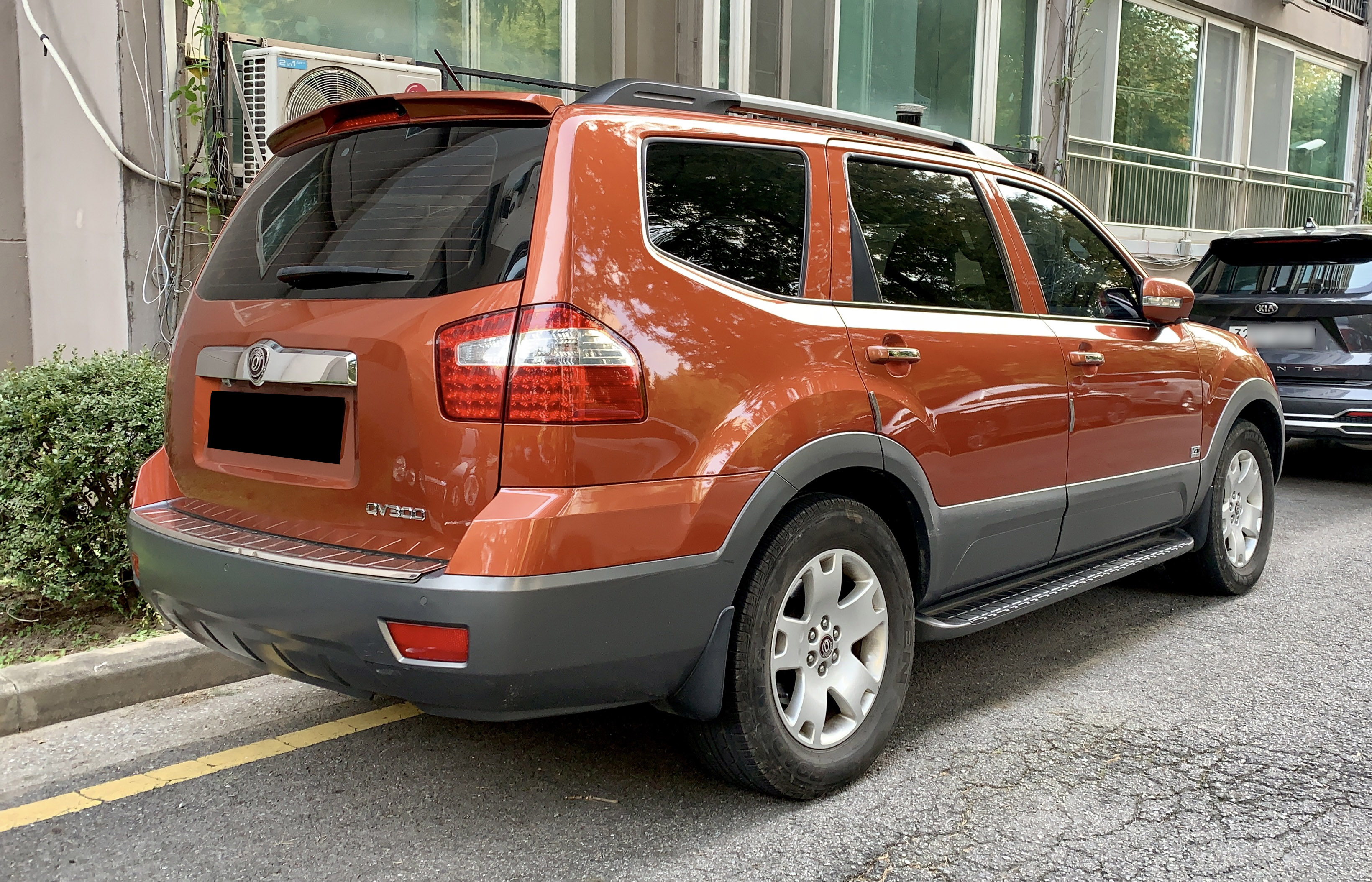
기아 모하비(전기형) 후측면

HM이라는 프로젝트명으로 개발되었으며, 컨셉트 카 KCD-Ⅱ의 양산형 SUV 차종이다. 원래 2007년 말에 출시될 예정이었으나, 2008년 1월 3일로 연기하여 출시되었다. 개발 초기에는 차명을 독일의 도시명에서 유래한 오펜바흐로 사용하는 것을 계획하였으나, 마이바흐와 발음이 유사하다는 이유로 현재의 명칭으로 변경하였다. 현재 기아 SUV 라인업의 최상위 차종이며, 기아에서 출시한 차종 중 최초로 V6 디젤 엔진과 V8 가솔린 엔진을 장착하였다. 변속기는 ZF의 6단 자동변속기가 조합되었다. 중간에 파워 트레인의 변화와 기아의 패밀리 룩을 가미한 라디에이터 그릴이 적용된 것 외에는 소소한 변화 없이 생산되었다. 이후 수출용에 장착되는 V6 3.8ℓ 람다 MPI 가솔린 엔진, V8 4.6ℓ 타우 MPI 가솔린 엔진이 대한민국에서도 추가되었지만, 판매가 부진하여 단종되었다. 미국과 중국 등에서는 보레고(Borrego)라는 차명으로, 러시아와 중동 등에서는 같은 차명으로 판매된다. 하지만 미국에서는 당시 고유가로 대형 SUV 시장이 침체돼 2011년에 수출이 중단되었다. 현대 베라크루즈와 엔진을 공유하나, 후륜구동 기반 프레임 차체라는 점이 전륜구동 기반 모노코크 차체인 베라크루즈와는 다른 점이다. 2011년 6월 14일에는 V6 3.0ℓ S-Ⅱ E-VGT 커먼레일 디젤 엔진과 현대파워텍의 8단 자동변속기, 패밀리 룩이 적용된 라디에이터 그릴, 1열 사이드&커튼 에어백이 모든 트림에 기본 적용된 2011년형의 판매가 개시되었다. 2013년 3월 4일에는 2열 센터 3점식 시트 벨트, 버튼 시동 스마트 키, 스티어링 휠 열선 기능 등이 적용된 2013년형이 선보였다. 유로 6 기준을 의무적으로 만족해야 하기 때문에 2015년 9월에 생산이 일시적으로 중단되었고, 이후 2016년 2월에 더 뉴 모하비가 출시되기 전까지 약 5달 동안 재고 차량이 판매되었다.

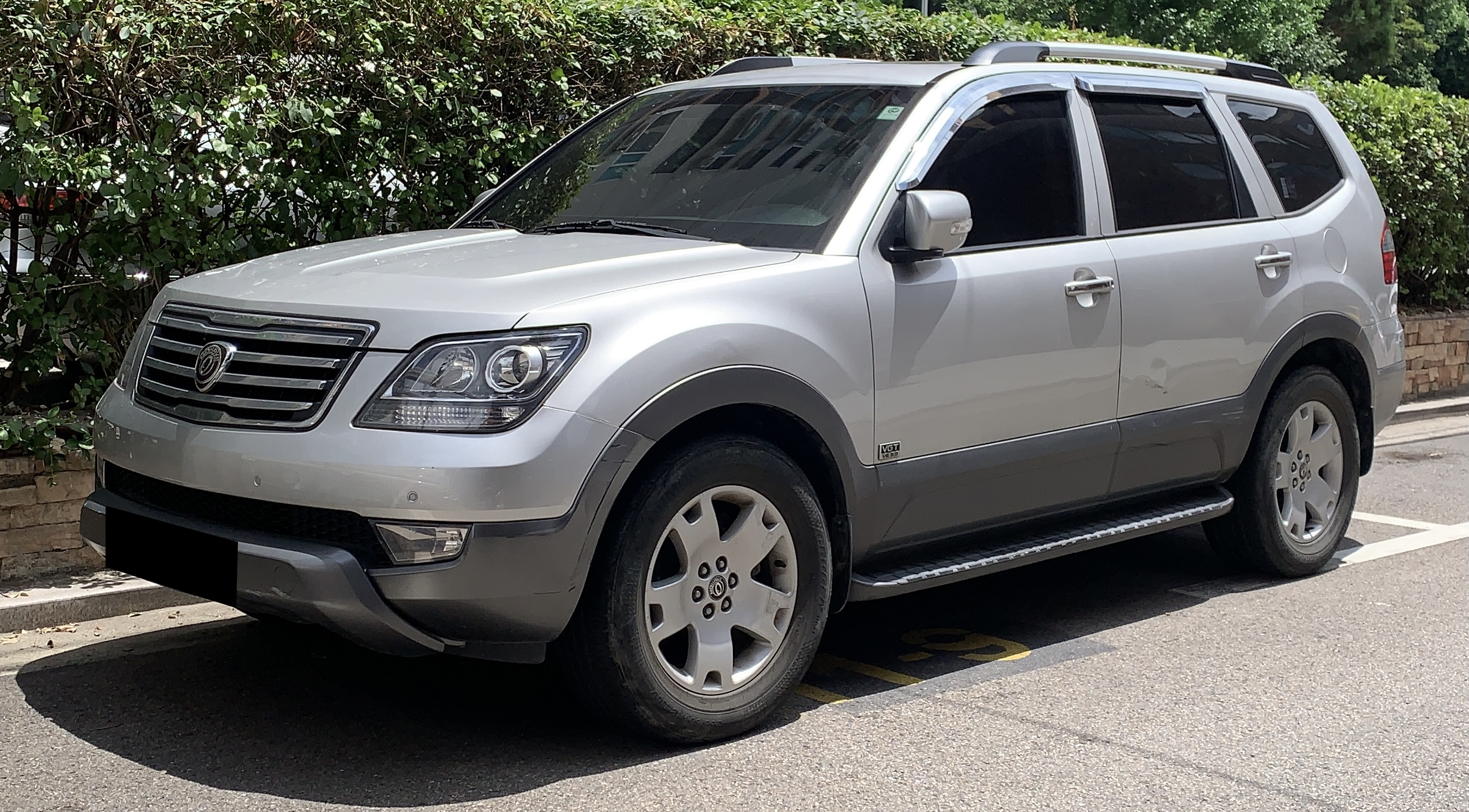
기아 모하비(후기형) 정측면
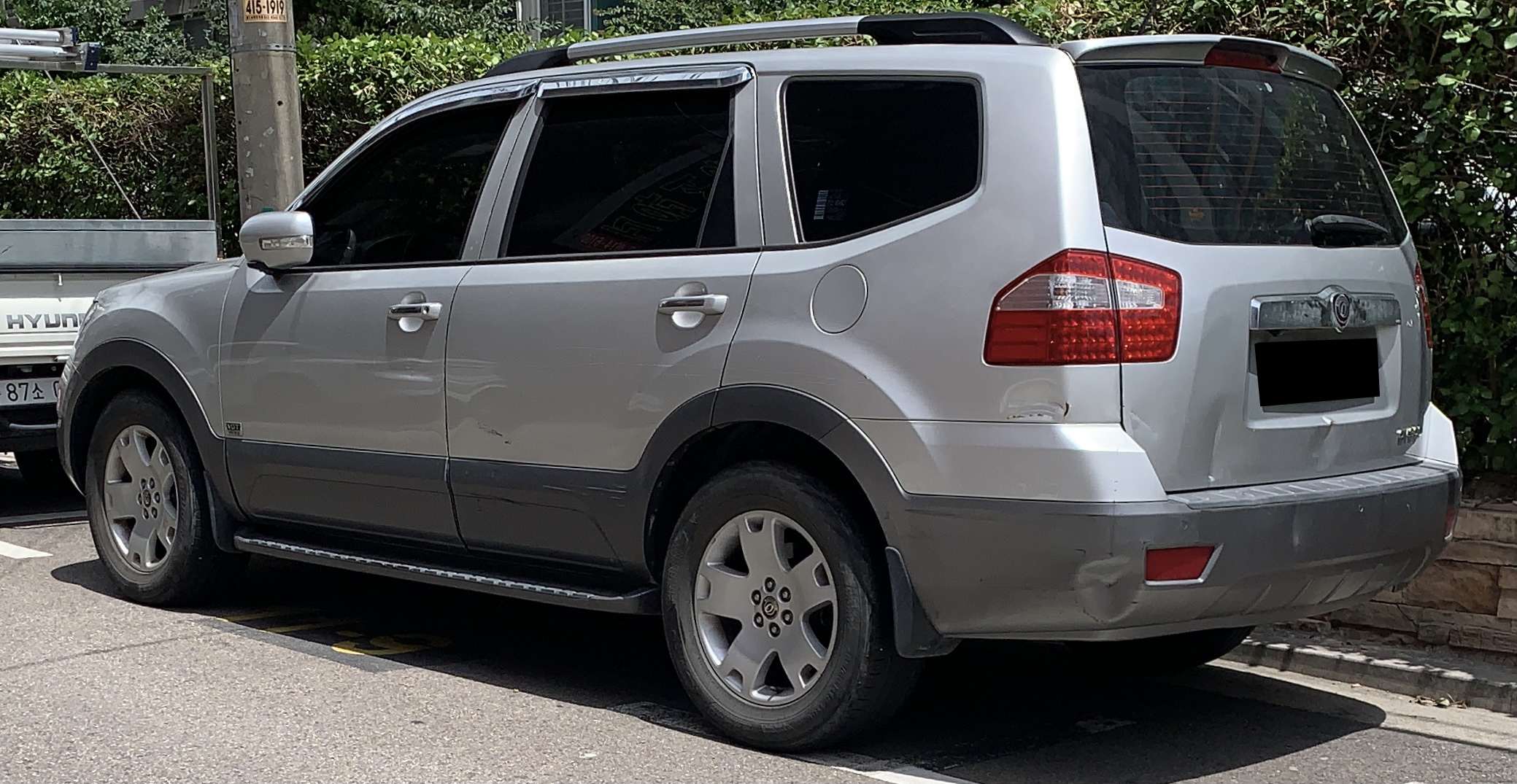
기아 모하비(후기형) 후측면

- 3.0 S E-VGT 디젤 : JV300, QV300, KV300
- 3.0 S Ⅱ E-VGT 디젤 : JV300, QV300, KV300
- 3.8 람다 MPI 가솔린 : JV380, QV380, KV380
- 4.6 타우 MPI 가솔린 : KV460

| 구분                 | V6 3.0ℓ S 4WD(선택) (자동 6단) | V6 3.0ℓ S Ⅱ 4WD(선택) (자동 8단)                  | V6 3.0ℓ S 4WD(상시) (자동 6단) | V6 3.0ℓ S Ⅱ 4WD(상시) (자동 8단)                  | V6 3.0ℓ S 2WD (자동 6단)      | V6 3.0ℓ S Ⅱ 2WD (자동 8단)                        | V6 3.8ℓ 람다 2WD (자동 5단)   | V8 4.6ℓ 타우 4WD(상시) (자동 6단) |
| -------------------- | ------------------------------ | ------------------------------------------------- | ------------------------------ | ------------------------------------------------- | ----------------------------- | ------------------------------------------------- | ----------------------------- | --------------------------------- |
| 전장 (mm)            | 4,880 4,935(범퍼 가드 적용시)  | 4,880 4,935(범퍼 가드 적용시)                     | 4,880 4,935(범퍼 가드 적용시)  | 4,880 4,935(범퍼 가드 적용시)                     | 4,880 4,935(범퍼 가드 적용시) | 4,880 4,935(범퍼 가드 적용시)                     | 4,880 4,935(범퍼 가드 적용시) | 4,880 4,935(범퍼 가드 적용시)     |
| 전폭 (mm)            | 1,915                          | 1,915                                             | 1,915                          | 1,915                                             | 1,915                         | 1,915                                             | 1,915                         | 1,915                             |
| 전고 (mm)            | 1,765 1,810(루프랙 적용시)     | 1,765 1,810(루프랙 적용시)                        | 1,765 1,810(루프랙 적용시)     | 1,765 1,810(루프랙 적용시)                        | 1,765 1,810(루프랙 적용시)    | 1,765 1,810(루프랙 적용시)                        | 1,765 1,810(루프랙 적용시)    | 1,765 1,810(루프랙 적용시)        |
| 축거 (mm)            | 2,895                          | 2,895                                             | 2,895                          | 2,895                                             | 2,895                         | 2,895                                             | 2,895                         | 2,895                             |
| 윤거 (전, mm)        | 1,630(R17) 1,615(R18)          | 1,630(R17) 1,615(R18)                             | 1,630(R17) 1,615(R18)          | 1,630(R17) 1,615(R18)                             | 1,630(R17) 1,615(R18)         | 1,630(R17) 1,615(R18)                             | 1,630(R17) 1,615(R18)         | 1,630(R17) 1,615(R18)             |
| 윤거 (후, mm)        | 1,640(R17) 1,625(R18)          | 1,640(R17) 1,625(R18)                             | 1,640(R17) 1,625(R18)          | 1,640(R17) 1,625(R18)                             | 1,640(R17) 1,625(R18)         | 1,640(R17) 1,625(R18)                             | 1,640(R17) 1,625(R18)         | 1,640(R17) 1,625(R18)             |
| 승차 정원            | 5명 7명                        | 5명 7명                                           | 5명 7명                        | 5명 7명                                           | 5명 7명                       | 5명 7명                                           | 5명 7명                       | 5명 7명                           |
| 변속기               | 자동 6단                       | 자동 8단                                          | 자동 6단                       | 자동 8단                                          | 자동 6단                      | 자동 8단                                          | 자동 5단                      | 자동 6단                          |
| 서스펜션 (전/후)     | 더블 위시본/멀티 링크          | 더블 위시본/멀티 링크                             | 더블 위시본/멀티 링크          | 더블 위시본/멀티 링크                             | 더블 위시본/멀티 링크         | 더블 위시본/멀티 링크                             | 더블 위시본/멀티 링크         | 더블 위시본/멀티 링크             |
| 구동 형식            | 4륜구동                        | 4륜구동                                           | 4륜구동                        | 4륜구동                                           | 후륜구동                      | 후륜구동                                          | 후륜구동                      | 4륜 구동                          |
| 엔진 형식            | D6EA                           | D6EB                                              | D6EA                           | D6EB                                              | D6EA                          | D6EB                                              | G6DA                          | G8BA                              |
| 연료                 | 디젤                           | 디젤                                              | 디젤                           | 디젤                                              | 디젤                          | 디젤                                              | 가솔린                        | 가솔린                            |
| 배기량 (cc)          | 2,959                          | 2,959                                             | 2,959                          | 2,959                                             | 2,959                         | 2,959                                             | 3,778                         | 4,627                             |
| 최고 출력 (ps/rpm)   | 250/3,800                      | 260/3,800                                         | 250/3,800                      | 260/3,800                                         | 250/3,800                     | 260/3,800                                         | 274/6,000                     | 340/6,000                         |
| 최대 토크 (kg*m/rpm) | 55.0/2,000                     | 56.0/2,000                                        | 55.0/2,000                     | 56.0/2,000                                        | 55.0/2,000                    | 56.0/2,000                                        | 36.9/4,400                    | 44.4/3,500                        |
| 연료 탱크 용량 (ℓ)   | 80                             | 80                                                | 80                             | 80                                                | 80                            | 80                                                | 80                            | 80                                |
| 요소수 탱크 용량 (ℓ) | -                              | -                                                 | -                              | -                                                 | -                             | -                                                 | -                             | -                                 |
| 공차 중량 (kg)       | 2,160                          | 2,155                                             | 2,160                          | 2,155                                             | 2,055                         | 2,055                                             | 1,965                         | 2,120                             |
| 연비 (km/ℓ)          | 10.8                           | 12.3 (이후 도심 9.1/고속 12.4/복합 10.3으로 변경) | 10.8                           | 12.1 (이후 도심 8.9/고속 12.2/복합 10.2으로 변경) | 11.1                          | 12.8 (이후 도심 9.5/고속 12.7/복합 10.7으로 변경) | 8.6                           | 7.3                               |
| Co2 배출량 (g/km)    | 248                            | 218 (이후 196으로 변경)                           | 249                            | 222 (이후 200으로 변경)                           | 242                           | 211 (이후 189으로 변경)                           | 272                           | 321                               |

### 더 뉴 모하비(2016년2월~2019년9월)

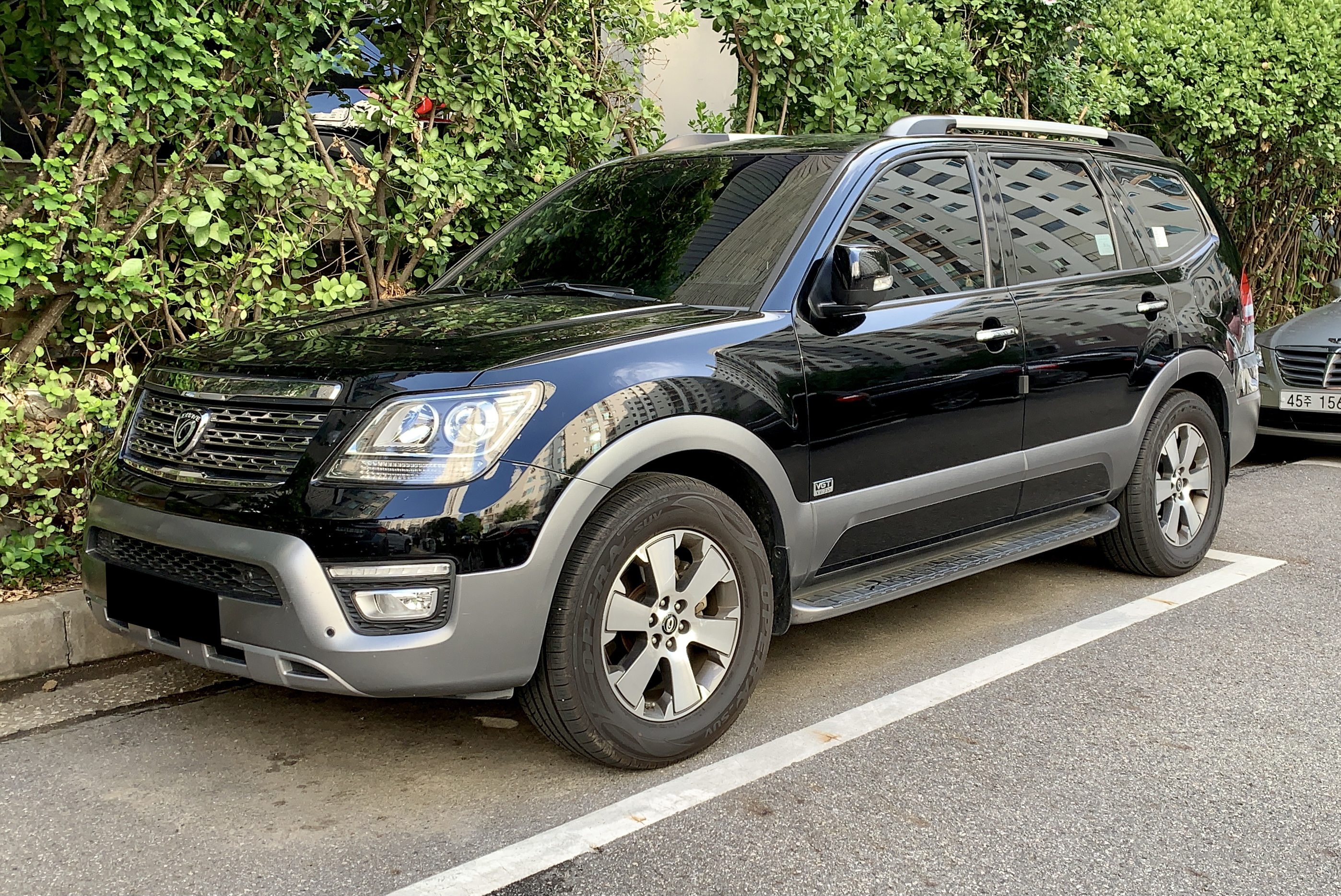
기아 더 뉴 모하비 정측면

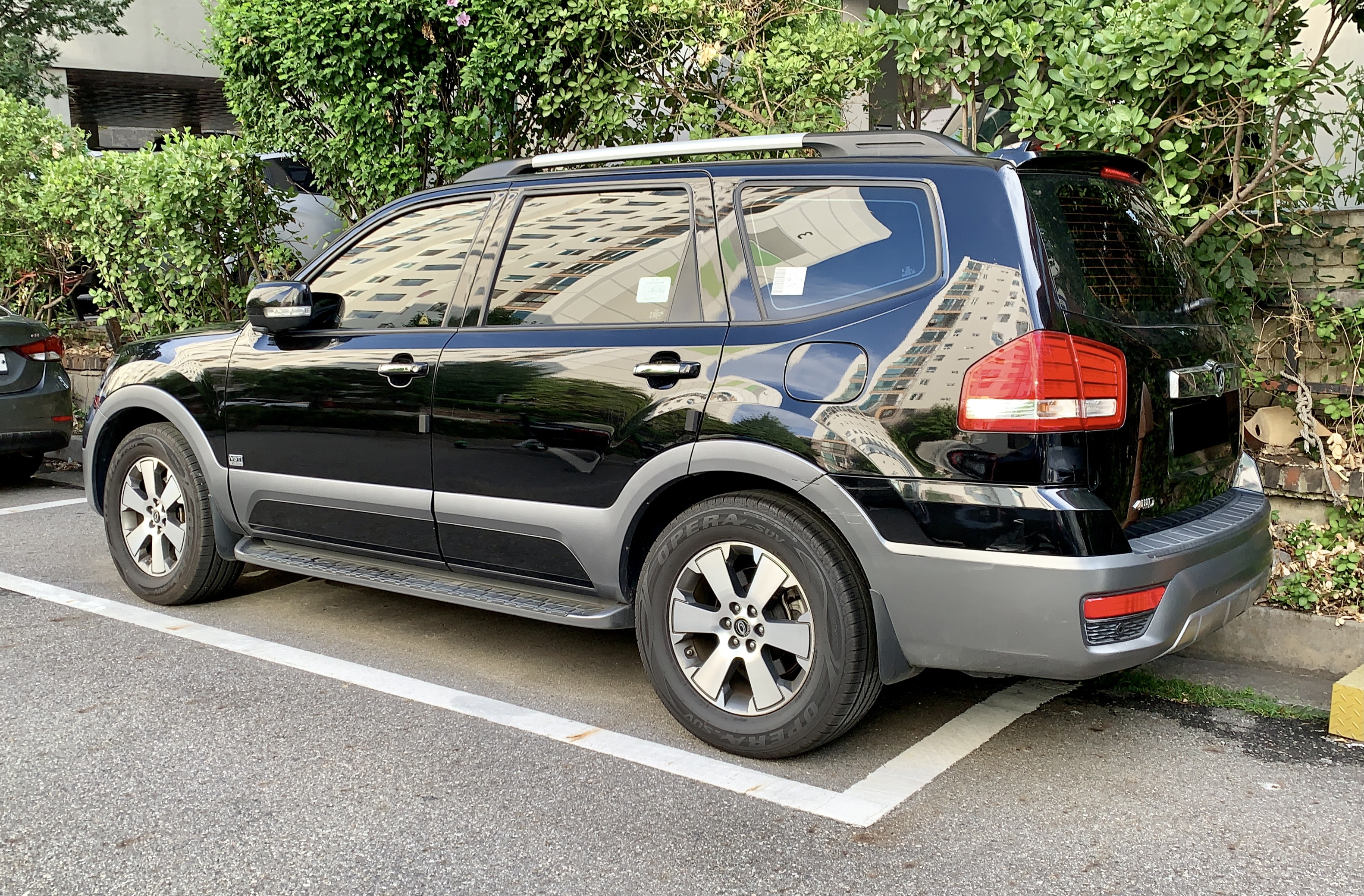
기아 더 뉴 모하비 후측면

2016년 2월 16일에 출시되었다. 페이스 리프트를 통해 범퍼와 범퍼 가드로 나뉘었던 앞 범퍼는 일체형으로 바뀌었고, LED 주간 주행등이 새로 적용되었다. 스키드 플레이트가 적용되어 강인한 오프로드 이미지를 추구하였다. 후측방 경보 시스템, 차선 이탈 경보 시스템, 전방 추돌 경보 시스템, 어라운드뷰 모니터링 시스템 등이 새롭게 적용되어 대형 SUV에 걸맞는 상품성을 갖추었다. 유로 6 기준을 만족시키는 V6 3.0ℓ S Ⅱ E-VGT 커먼레일 디젤 엔진이 장착되었고, 요소수를 활용한 SCR(선택적 환원 촉매 시스템) 방식의 배기 가스 저감 장치가 적용됨에 따라 연료 주입구가 기존의 원형에서 사각형으로 바뀌었다. 모든 트림이 7인승에서 5인승으로 바뀌어 3열 시트는 선택 사양으로 전환되었다. 2017년 4월 6일에는 LED 안개등, LED 실내등, 스테인리스 타입 범퍼 패드 기본 적용, 커스터 마이징 패키지 추가, 기어 노브 디자인 변경 등의 개선이 이루어진 2018년형이 출시되었다.
- 3.0 S Ⅱ E-VGT 디젤 : 노블레스, VIP, 프레지던트

| 구분                 | V6 3.0ℓ S Ⅱ 4WD(선택) (자동 8단) | V6 3.0ℓ S Ⅱ 4WD(상시) (자동 8단) | V6 3.0ℓ S Ⅱ 2WD (자동 8단)   |
| -------------------- | -------------------------------- | -------------------------------- | ---------------------------- |
| 전장 (mm)            | 4,930                            | 4,930                            | 4,930                        |
| 전폭 (mm)            | 1,915                            | 1,915                            | 1,915                        |
| 전고 (mm)            | 1,810                            | 1,810                            | 1,810                        |
| 축거 (mm)            | 2,895                            | 2,895                            | 2,895                        |
| 윤거 (전, mm)        | 1,615(R18)                       | 1,615(R18)                       | 1,615(R18)                   |
| 윤거 (후, mm)        | 1,625(R18)                       | 1,625(R18)                       | 1,625(R18)                   |
| 승차 정원            | 5명 7명                          | 5명 7명                          | 5명 7명                      |
| 변속기               | 자동 8단                         | 자동 8단                         | 자동 8단                     |
| 서스펜션 (전/후)     | 더블 위시본/멀티 링크            | 더블 위시본/멀티 링크            | 더블 위시본/멀티 링크        |
| 구동 형식            | 4륜구동                          | 4륜구동                          | 후륜구동                     |
| 엔진 형식            | D6EB                             | D6EB                             | D6EB                         |
| 연료                 | 디젤                             | 디젤                             | 디젤                         |
| 배기량 (cc)          | 2,959                            | 2,959                            | 2,959                        |
| 최고 출력 (ps/rpm)   | 260/3,800                        | 260/3,800                        | 260/3,800                    |
| 최대 토크 (kg*m/rpm) | 57.1/1,500~3,000                 | 57.1/1,500~3,000                 | 57.1/1,500~3,000             |
| 연료 탱크 용량 (ℓ)   | 80                               | 80                               | 80                           |
| 요소수 탱크 용량 (ℓ) | 14                               | 14                               | 14                           |
| 공차 중량 (kg)       | 2,245(5인승) 2,290(7인승)        | 2,245(5인승) 2,290(7인승)        | 2,125(5인승) 2,170(7인승)    |
| 연비 (km/ℓ)          | 도심 9.1/고속 12.3/복합 10.3     | 도심 9.0/고속 12.2/복합 10.2     | 도심 9.3/고속 13.1/복합 10.7 |
| Co2 배출량 (g/km)    | 197                              | 199                              | 189                          |

### 모하비 더 마스터(2019년9월~2024년7월)
2019년 3월 서울 모터쇼에서 컨셉트카 "모하비 마스터피스"라는 컨셉트카로 공개되었고, 9월 5일에 출시되었다. V6 3.0 S2 커먼레일 디젤 엔진/8단 자동변속기가 그대로 들어가며, 실내는 최신 입맛에 맞게 대시보드가 크게 바뀌었다. 전자식 R-MDPS가 적용되었다. 2020년 5월에 최고급 트림 그레비티가 추가되었다. 2021년 1월에 연식 변경을 거치며, 오르간 타입 페달이 적용되었다. 2022년 1월 7일에 2023년형을 출시하며 기아의 신 로고가 적용되었다.
2024년 7월까지 생산하고 단산됐으며, 동년 12월에 재고를 모두 소진하여 단종됐다. 석천리 공장에서는 모하비의 생산 라인이 있었던 자리에서 모하비의 프레임을 기반으로 새로 개발한 픽업 트럭인 타스만을 생산하기로 했다.

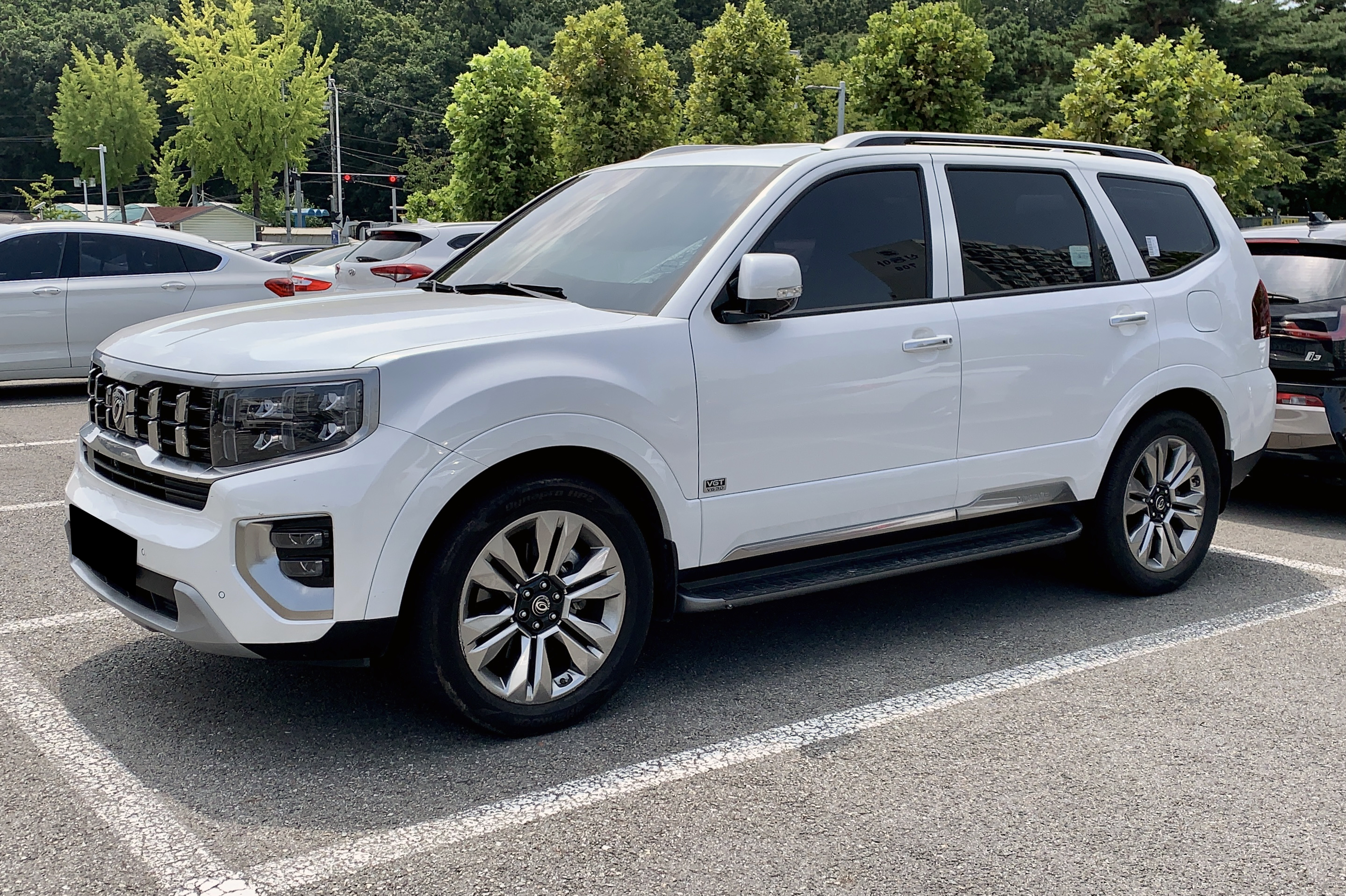
기아 모하비 더 마스터 정측면
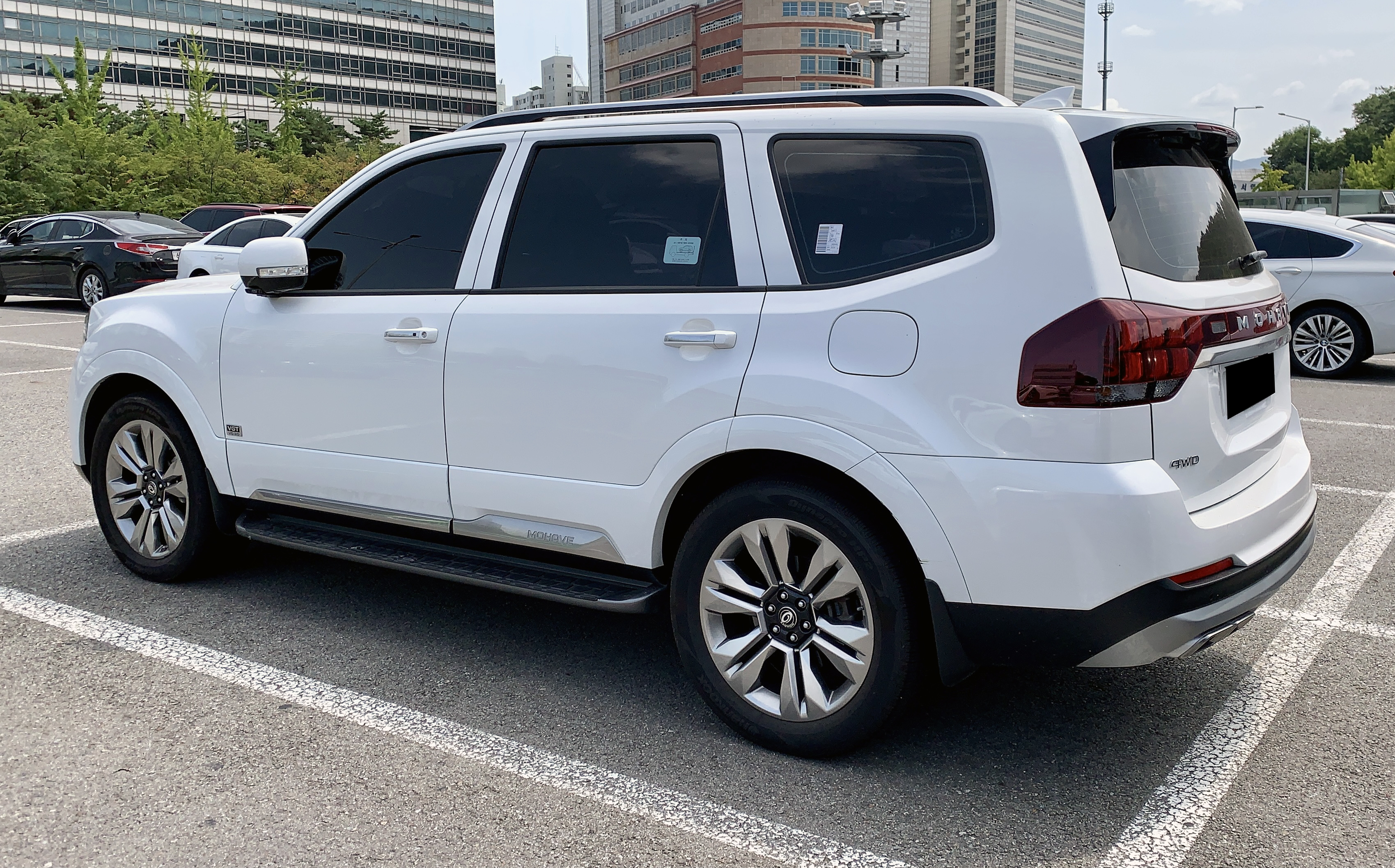
기아 모하비 더 마스터 후측면